# Henry Bredemers
Henry Bredemers   (dècada del 1470 - 20 de maig de 1522) va ser un organista holandès sud i professor de música. No hi ha composicions per ell que sobreviuen, i la seva importància històrica radica principalment en les seves activitats com a professora.
La primera referència enregistrada a Bredemers es troba en un document de 1488 que l'enumera com un dels cantants de "Cathedral of Our Lady" (Onze-Lieve-Vrouwekathedraal), Anvers. En 1491-1492 va ser organista de l'església de Sant Jaume (Sint-Jacobskerk) de la mateixa ciutat, i el 1493 va ocupar una posició similar a la Confraria de la Mare de Déu a l'església de la Mare de Déu. Els creadors havien d'haver aconseguit una gran reputació en els anys següents: el 1501 es distingia prou per entrar a la capella de Felip I "el Bell", com a organista.
La capella, coneguda llavors com a Gran capella, era l'establiment musical principal de la cort borgonyona-hamburguesa, i una de les capelles més importants del Renaixement: tenia una història llarga i il·lustrada associada amb compositors de l'escola borgonyona, particularment Guillaume Dufay. I en el moment en què es va unir a Bredemers, els membres de la capella incloïen importants compositors com Pierre de La Rue i Alexander Agricola. Va ser encarregat de funcions de rendiment i organització de la capella. Bredemers i altres músics de la capella van viatjar amb la cort en múltiples ocasions: hi va haver dos viatges a Espanya (en 1501-1503 i 1505-1506) i un altre per Heidelberg (en 1503). En aquesta última ocasió, Bredemers hauria d'haver conegut a Arnolt Schlick, organista oficial al Palatinado Electoral.
Quan Felip va morir el 1506 a Burgos, Espanya, va ser Bredemers qui va organitzar el transport de llibres litúrgics i de música de la capella a Anvers. El fill major de Felip, Carles, era massa jove per succeir al seu pare, per la qual cosa Margarida d'Àustria va ser nomenada regent. A la seva cort de Malines, Bredemers va ser escollit el 1507 com a professor de música dels fills de Felip (Carles i les seves germanes Elionor, Maria i Isabel) i organista de la capella domèstica de Carlos. També havia d'instruir als animadors i infants de cor de la cort, així com comprar i mantenir instruments. Els professors van ensenyar diàriament a Carles i les seves germanes clavicordi, així com a altres instruments.
La influència de Bredemers va ser difosa pels fills de Felip. Les lliçons d'Isabel es van acabar el 1514 quan es va casar amb Cristià II de Dinamarca i Elionor va deixar el 1518, després de casar-se amb Manuel I de Portugal (i després de morir Manuel, es va casar amb Francesc I). Abans d'anar-se'n, ambdues germanes van demanar a Bredemers que els comprès uns clavicords per emportar-los; Elionor era coneguda com una artista especialment bona. Bredemers es va retirar a Lier en 1518, però va continuar assistint a la capella privada de Margarida, i va acompanyar a Carles durant la seva visita a Anglaterra en 1520-21. És probable que va assistir a la coronació de Carles en 1520. Al maig de 1521 Bredemers fou nomenat prebost en la "Catedral de St Aubin", Namur. No obstant això, va renunciar a aquest càrrec després d'un any, l'abril de 1522. Va morir el mes següent.
No es coneix cap composició de Bredemers, encara que dos van ser esmentats per Fétis en la seva "Biographie universelle" en la segona meitat del segle xix. La importància de Bredemers rau en la influència que hauria d'haver exercit sobre la música teclista europea durant els seus viatges a Espanya, Anglaterra i Alemanya, així com a través dels seus alumnes.